# 布斯蒂略德拉韦加
布斯蒂略德拉韦加，是西班牙卡斯蒂利亚-莱昂帕伦西亚省的一个市镇。 总面积19平方公里，总人口373人（2001年），人口密度20人/平方公里。